# Kurosch Abbasi
Kurosch Abbasi (* 24. Februar 1986 in Gießen) ist ein deutscher Schauspieler und Sänger.

## Leben
Kurosch Abbasi stand bereits vor dem Studium am Stadttheater Gießen in diversen Musiktheaterproduktionen, u. a. Evita, Anatevka, Falstaff, Die Csardasfürstin, Nabucco, Lucrezia Borgia, Die verkaufte Braut und Die Dreigroschenoper auf der Bühne. Er absolvierte von 2007 bis 2011 sein Studium an der Bayerischen Theaterakademie August Everding – Hochschule für Musik und Theater München. In dieser Zeit studierte er Gesang bei Vicki Hall, Sarah Yorke und  Richard Salter und Schauspiel bei Frieder Kranz, Kathrin Ackermann und Sebastian Mirow. 2005 spielte er auf dem Weltjugendtag in Köln und Trier in der Uraufführung von Rachel – Das Musical die Hauptrolle des Damian Gainsborough.
Es folgten Engagements unter anderem am Deutschen Theater München als Benjamin Coffin im Musical Rent, als Demetrius & Lysander in The Fairy Queen am Stadttheater Ingolstadt und als Harry Easter in Street Scene am Prinzregententheater München. In der Deutschlandpremiere von Frühlingserwachen verkörperte er die Rolle des Melchior Gabor. Direkt nach dem Studium spielte Kurosch Abbasi von 2011 bis 2016 die Rolle des Luigi Lucheni im Musicalwelterfolg Elisabeth (Regie: Harry Kupfer) u. a. im Wiener Raimundtheater, im Shanghai Culture Square Theatre in China, im Teatro il Rossetti in Triest in Italien und auf Tour durch Deutschland, Österreich und der Schweiz.
2014–2015 war er als Udo Lindenberg und Steve im Musical Hinterm Horizont am „Stage Theater am Potsdamer Platz“ in Berlin zu sehen. Anschließend verkörperte er den Mercutio in der Schweizer Erstaufführung von Romeo & Julia bei den Thunerseespielen in der Schweiz. In der Uraufführung des Musicals Don Camillo & Peppone (Regie: Andreas Gergen) von Michael Kunze und Dario Farina war er als Revoluzzer Mariolino am Theater St. Gallen und ab Januar 2017 am Ronacher Wien (Vereinigte Bühnen Wien) zu sehen. 2017 war Kurosch Abbasi als Annas im Rockmusical Jesus Christ Superstar (Vereinigte Bühnen Wien) zu erleben.
Er stand als Perchik in der Jubiläumsfassung von Anatevka (Regie: Barrie Kosky) auf der Bühne der Komischen Oper Berlin und kreierte in der Uraufführung von Dornröschen (Regie: Alex Balga) die männliche Hauptrolle Prinz Alexander bei den Brüder Grimm Festspielen. Er verkörperte die Hauptrolle Clyde Barrow in Frank Wildhorns Musical BONNIE & CLYDE auf der Bühne des Stadttheaters Lüneburg und interpretierte am Stadttheater Pforzheim die Titelrolle Dr. Jurij Schiwago in der Bühnenversion des Oscar ausgezeichneten Filmhits DOKTOR SCHIWAGO.
Kurosch Abbasi war Stipendiat des Deutschen Bühnenvereins und der Fanny-Carlita-Stiftung.

## Rollen
- 2003: Once Upon A Mattres (Der Barde)
- 2005: Fame (Joe Vegas)
- 2005–2006: Anatevka (Sascha) – Stadttheater Gießen
- 2007: Assassins (John W. Booth) –  Wetzlarer Festspiele
- 2009:  The Fairy Queen (Lysander & Demetrius) –  Prinzregententheater München und Stadttheater Ingolstadt
- 2009–2010: Rent (Benjamin Coffin) – Prinzregententheater München,  Deutsches Theater München
- 2010: Carmen (Otto) – Bad Hersfelder Festspiele
- 2010: Grease (Roger, Sunny & Teen Angel) – Liechtenstein
- 2010–2011: West Side Story (Pepe) – Bad Hersfelder Festspiele
- 2011: Street Scene (Harry Easter) – Prinzregententheater München
- 2011: Frühlingserwachen (Melchior Gabor) – Deutsches Theater München
- 2011–2014: Elisabeth – Das Musical (Luigi Lucheni) – Jubiläumstournee Deutschland/Italien und Jubiläumsproduktion Raimundtheater Wien
- 2014–2015: Hinterm Horizont (Udo Lindenberg, Steve) – Stage Theater am Potsdamer Platz Berlin
- 2014–2016: Elisabeth – Das Musical (Luigi Lucheni) – Shanghai Culture Square Theatre, Colosseum Theater Essen, Deutsches Theater München, Landestheater Linz, Alte Oper Frankfurt, Admiralspalast Berlin, Mehr Theater am Großmarkt Hamburg
- 2015: Romeo & Julia (Mercutio) – Thunerseespiele Schweiz
- 2016–2017: Don Camillo & Peppone (Mariolino) – Theater St. Gallen, Ronacher Wien
- 2017: Jesus Christ Superstar (Annas) – Ronacher Wien
- 2017–2021: Anatevka (Perchik) – Jubiläumsproduktion Komische Oper Berlin
- 2018–2019: Dornröschen (Prinz Alexander) – Brüder Grimm Festspiele Hanau, Deutsches Theater München
- 2018–2019: Doktor Schiwago (Dr. Jurij Schiwago) – Stadttheater Pforzheim
- 2018–2019: Bonnie & Clyde (Clyde Barrow) – Stadttheater Lüneburg